# Sanyangzhuang
Sanyangzhuang (Chino: 三杨庄) es un sitio arqueológico en la provincia de Henan, China. La aldea de la dinastía Han de Sanyangzhuang desapareció enterrada por una inundación del río Amarillo hace 2.000 años.

## Sitio arqueológico
Este sitio quedó extraordinariamente bien conservado y proporciona información importante para la investigación sobre la estructura social básica de la dinastía Han, revelando información sobre cómo y dónde vivía y trabajaba la clase baja. El sitio es particularmente rico en información sobre el sistema agrícola y el sistema de distribución de las tierras. El descubrimiento de hojas de morera conservadas y monedas de cobre sugiere una de las primeras muestras de participación en el comercio a lo largo de la Ruta de la seda.
El sitio fue descubierto por arqueólogos en 2003. La investigación en Sanyangzhuang está siendo realizada por académicos de la Universidad de Washington en St. Louis, el Instituto Arqueológico Provincial de Henan y la Facultad de Ciencias e Ingeniería Ambientales de la Universidad de Pekín.
El valle del río Amarillo es la cuna de la civilización china y ha sido un foco importante de investigaciones arqueológicas recientes. Gran parte de la investigación geo-arqueológica reciente se ha dirigido a los primeros episodios de la historia de China durante el Neolítico y la Edad del Bronce. Sin embargo, el proyecto Sanyangzhuang se centra en comprender la evolución de las llanuras aluviales y su relación con las inundaciones y la historia de la cultura durante los últimos 3500 años en las llanuras centrales.
Por el grado de conservación se conoce como la Pompeya de China, Sanyangzhuang fue enterrada por una inundación que comenzó como un evento de subida del nivel de agua progresiva, siendo enterrada lentamente por sedimentos de grano fino que llevaron a una preservación del lugar. El sitio consta de viviendas agrícolas excavadas y los campos agrícolas circundantes. El trabajo arqueológico inicial se enfocó en reconstruir la historia y la dinámica de las inundaciones a nivel local. El trabajo posterior está dirigido a comprender la historia de la cultura de la Dinastía Han y pre-Han y su relación con las inundaciones del río Amarillo, así como la evolución del paisaje en el área de Sanyangzhuang y sus alrededores. Al menos dos campos enterrados del periodo pre-Han se encuentran bajo algunas partes del sitio de Sanyangzhuang, lo que sugiere una compleja historia de inundaciones y las consiguientes superposiciones culturales. Esta investigación se realiza en colaboración de varias instituciones, el Instituto Arqueológico Provincial de Henan y la Facultad de Ciencias e Ingeniería Ambientales de la Universidad de Pekín.